# Supercoppa lussemburghese 2022 (pallavolo maschile)
La Supercoppa lussemburghese 2022, 3ª edizione della Supercoppa nazionale di pallavolo maschile, si è svolta il 24 settembre 2022: al torneo hanno partecipato due squadre di club lussemburghesi e la vittoria finale è andata per la prima volta al Bartréng.

## Regolamento
La formula ha previsto una gara unica.

## Squadre partecipanti
| Squadra  | Qualificazione                                                     |
| -------- | ------------------------------------------------------------------ |
| Bartréng | Finalista Coppa di Lussemburgo 2021-22                             |
| Strassen | Vincitrice Coppa di Lussemburgo 2021-22/Division Nationale 2021-22 |

## Torneo
| 24 settembre 2022 Hall Omnisports Cents, Lussemburgo Durata: 1h:57 - Spettatori: ? | Strassen | 2 - 3 | Bartréng | 25-19, 24-26, 20-25, 25-22, 11-15 |